# Problema de Elitzur-Vaidman
Em física, o problema de Elitzur-Vaidman é um experimento mental em mecânica quântica, primeiramente proposto por Avshalom Elitzur e Lev Vaidman em 1993. Em 1994 Anton Zeilinger, Paul Kwiat, Harald Weinfurter e Thomas Herzog construíram uma bomba de verdade para um teste bem sucedido da teoria. Ela emprega um interferômetro de Mach-Zehnder para saber se uma medida foi verificada. Foi escolhido pela revista New Scientist como uma das sete maravilhas do mundo quântico.

Diagrama do problema do teste de bomba. A - emissor de fótons, B - bomba a ser testada, C, D - detector de fótons. Os espelhos do canto inferior esquerdo e do canto superior direito são semi-prateados.